# Parauxa tenuis
Parauxa tenuis är en skalbaggsart som först beskrevs av Leon Fairmaire 1901.  Parauxa tenuis ingår i släktet Parauxa och familjen långhorningar.
Artens utbredningsområde är Madagaskar. Inga underarter finns listade i Catalogue of Life.